# ТГВ
ТГВ — серія турбогенераторів виробництва державного підприємства «Електроважмаш» (м. Харків) з водневим, або воднево-водяним охолодженням обмоток.
Турбогенератори даного типу використовується на багатьох теплових електростанціях України.

## Характеристика
У серію ТГВ входять турбогенератори потужністю від 200 до 500 МВт. Корпус статора — циліндричний, зварний, газощільний. Турбогенератори потужністю від 200 до 350 МВт виконані в однокорпусному виконанні. Корпус статора турбогенератора потужністю 500 МВТ складається з трьох частин — центральної і двох приставних з торців коробів. Корпус статора заповнений воднем під тиском.
| Марка турбогенератора | Активна потужність, МВт | Номінальна напруга, кВ | Номінальний струм, кА | ККД, % | Маса, т. | Кількість обертів, об.\хв. |
| --------------------- | ----------------------- | ---------------------- | --------------------- | ------ | -------- | -------------------------- |
| ТГВ-200-2             | 200                     | 15,75                  | —                     | —      | 291      | 3000                       |
| ТГВ-200-2Д            | 200                     | 18,00                  | 7,550                 | —      | 246      | 3000                       |
| ТГВ-200-2М            | 220                     | 15,75                  | 9,060                 | 98,6   | 240      | 3000                       |
| ТГВ-220-2П            | 220                     | 15,75                  | 8,625                 | —      | 230      | 3000                       |
| ТГВ-250-2П            | 250                     | 16,50                  | —                     | —      | 280      | 3000                       |
| ТГВ-300-2             | 300                     | 20,00                  | 10,200                | 98,7   | —        | 3000                       |
| ТГВ-320-2П            | 320                     | 20,00                  | —                     | —      | 310      | 3000                       |
| ТГВ-325-2А            | 325                     | 20,00                  | —                     | —      | 355      | 3000                       |
| ТГВ-330-2М            | 330                     | 20,00                  | —                     | —      | 355      | 3000                       |
| ТГВ-500-2             | 500                     | 20,00                  | 17,000                | 98,8   | 361      | 3000                       |
| ТГВ-500-4             | 500                     | 20,00                  | 17,000                | 98,8   | 500      | 1500                       |

Осердя статора зібраний на поздовжні призми. Для зниження вібрації внутрішній корпус встановлюється в корпусі статора на пластинчастих пружинах, розташованих у кілька рядів по довжині машини. Осердя складається з окремих пакетів, розділених кільцевими радіальними каналами.
Осердя запресовується за допомогою масивних натискних фланців, виготовлених з немагнітної сталі.
Обмотка статора — трифазна, двошарова, стрижнева, з укороченим кроком. Лобові частини обмотки — кошикового типу.
Стрижні обмотки з безпосереднім газовим охолодженням мають вентиляційні канали, утворені ізольованими трубками з немагнітного сталі.
Стрижні обмотки з водяним охолодженням складаються з суцільних і порожнистих мідних провідників. Ізоляція стрижня — термореактивна.
Ротор виготовляється з високоякісної сталі. У бочці ротора є радіальні пази з паралельними стінками. Обмотка ротора з газовим охолодженням виконується з мідних смуг спеціального профілю. У турбогенераторах потужністю від 200 до 350 МВт використовується одноступінчатий відцентровий компресор, розташований на валу ротора.
Для турбогенераторів потужністю 500 МВт використовується безпосереднє водяне охолодження обмотки ротора, виконане з мідних провідників прямокутної форми з круглим внутрішнім отвором. Підхід води здійснюється через торець ротора. Водою охолоджуються також струмопідвід і частково контактні кільця.
Бандажні кільця для кріплення лобових частин обмотки ротора насаджені на бочку ротора і закріплені за допомогою кільцевої зубчастої шпонки. Турбогенератори потужністю від 200 до 350 МВт мають масивні торцеві щити з вбудованим вузлом підшипників. Підшипники турбогенераторів потужністю 500 МВт вбудовані в кінцеві частини статора. У турбогенераторах застосовуються водневі ущільнення торцевого або кільцевого типу.